# Malacostraca
De Malacostraca (hogere kreeftachtigen) vormen de grootste klasse van de kreeftachtigen. Hiertoe behoren de meeste dieren die in de volksmond kreeftachtigen worden genoemd, waaronder de tienpotigen (kreeften, krabben, garnalen), krill, vlokreeften en pissebedden. Er zijn ongeveer 40.000 soorten bekend, die onderverdeeld worden in zestien orden.
Malacostraca komen voor in alle zeeën en oceanen, maar hebben zich ook aangepast aan zoete wateren en landelijke habitats. Het zijn gesegmenteerde dieren, vaak bestaande uit twintig lichaamssegmenten. Het lichaam is altijd te verdelen in drie tagmata: het cephalon (de kop), de thorax (borststuk) en abdomen (achterlijf). Elk lichaamssegment draagt gepaarde extremiteiten.

## Kenmerken
Deze enorme, vormenrijke klasse kent de Japanse reuzenkrab, die met een pootspanwijdte van 400 cm, de grootste geleedpotige is. De kleinste leden van de groep worden nog geen millimeter lang.
Malacostraca zijn vaak heel kleurig en hebben net zoals de insecten een lichaam dat verdeeld is een kop, borststuk en achterlijf. Bij vele soorten zijn de kop- en borstsegmenten vergroeid tot een kopborststuk. Hun chitineuze exoskelet wordt dikwijls versterkt door stukjes kalk. Dit vormt dan een hard pantser. Het rugschild of carapax, indien aanwezig, dient als kieuwkamer en bedekt nooit het achterlijf. Het borststuk of thorax is samengesteld uit 8 segmenten, het achterlijf uit 6 segmenten en een staartstuk (telson). Bij veel soorten zijn 1 tot 3 van de voorste borstpootparen omgebouwd tot scharen die bij het eten worden gebruikt. De overige dienen voor het lopen of zwemmen.
De ogen zijn vaak gesteeld en de antennen zijn goed ontwikkeld. De achterlijfsaanhangsels hebben functies bij het zwemmen of graven en ook bij de paring en het uitbroeden van de eieren. Het zenuwstelsel van kreeftachtigen lijkt op dat van insecten. Ze hebben een touwladderzenuwstelsel en in alle segmenten zenuwknopen.
Hogere kreeften, zoals de zeekreeften, langoesten of krabben hebben een hart en een bloedvatenstelsel, lagere kreeftachtigen zoals de kieuwloze watervlo hebben dit niet. Zij ademen via hun lichaamsoppervlak. Hun lichaam is niet gepantserd.

## Leefwijze
Kreeftachtigen leven overwegend in het zeewater, een aantal soorten leeft in zoet water, enkele soorten leven op het land. Hogere kreeften vormen belangrijke schakels in mariene voedselketens. Op de grotere soorten wordt ook commercieel gevist. Sommige krabben hebben zich aan het land aangepast.

## Anatomie

Algemeen bouwplan van Malacostraca

## Onderklassen
- Onderklasse Phyllocarida Packard, 1879
- Onderklasse Hoplocarida Calman, 1904
- Onderklasse Eumalacostraca Grobben, 1892